# Xyala striata
Xyala striata är en rundmaskart. Xyala striata ingår i släktet Xyala och familjen Monhysteridae. Inga underarter finns listade i Catalogue of Life.